# State Center (métro de Baltimore)
Pour les articles homonymes, voir State Center.
State Center est une station de métro américaine à Baltimore, dans le Maryland. Située le long de la seule ligne du métro de Baltimore entre Upton et Lexington Market, elle a été mise en service le 21 novembre 1983.